# Arnaud d'Aux de Lescout
Arnaud d'Aux de Lescout est un cardinal français né vers 1260/1270 à La Romieu dans l'actuel département du Gers, et mort le 14 août 1320 (ou le 24 août) à Avignon. Il est un parent du pape Clément V.

## Repères biographiques
Arnaud d’Aux de Lescout étudie à Agen, à Orléans et à Bologne. Il est chanoine à Coutances et en Comminges et vicaire général de Bordeaux, où son parent Bertrand de Got est archevêque. En 1306, il est élu évêque de Poitiers.
De Lescout est créé cardinal par  le pape Clément V lors du consistoire du 23 décembre 1312. Le cardinal d'Aux est camerlingue de la Sainte Église en 1313.